# Jagdgeschwader 400
La Jagdgeschwader 400 (JG 400) (400e escadron de chasseurs) est une unité de chasseurs de la Luftwaffe pendant la Seconde Guerre mondiale.
Active de 1944 à 1945, l'unité était affectée aux missions visant à assurer la supériorité aérienne de l'Allemagne dans le ciel de l'Europe.

## Opérations

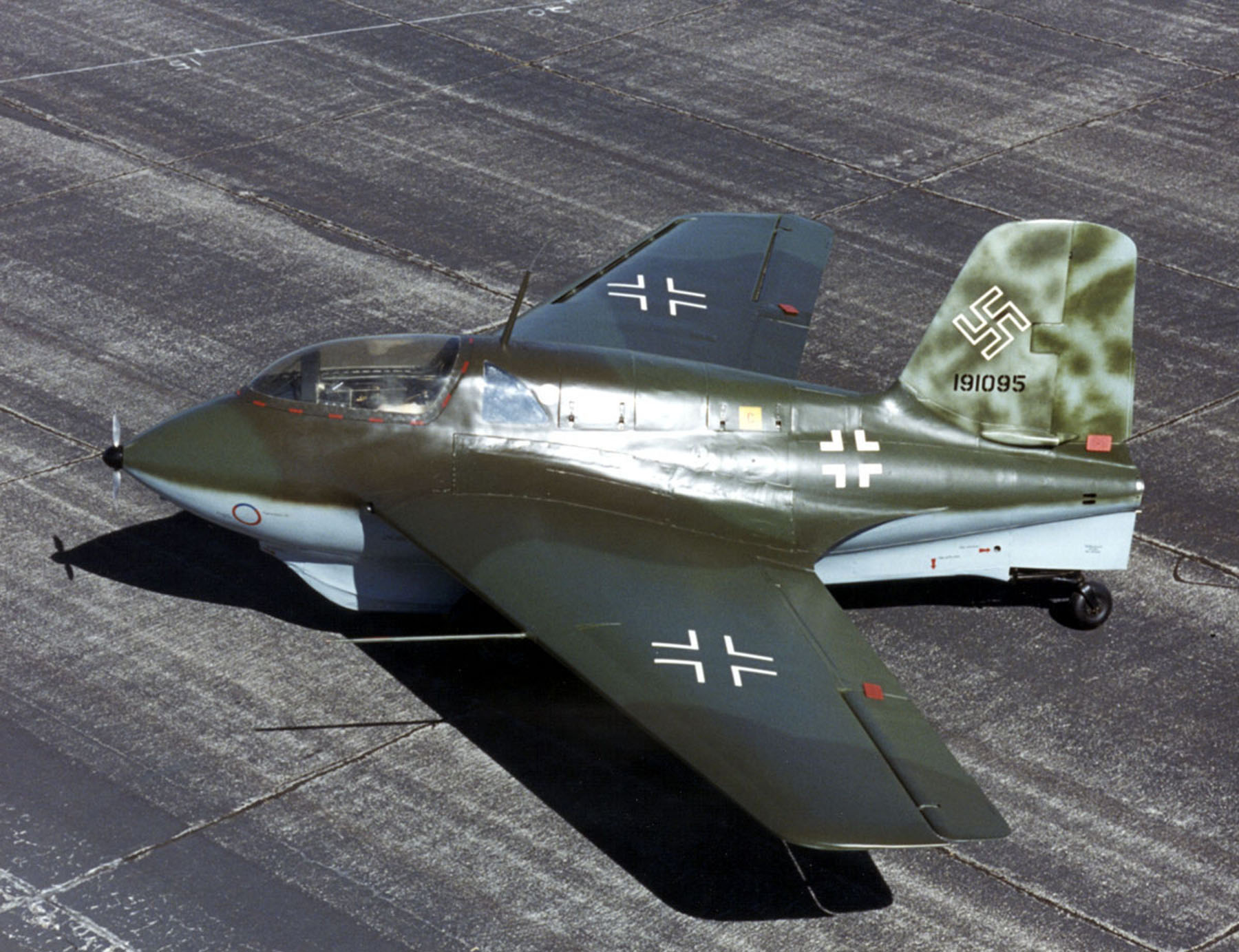
Messerschmitt Me 163B

Le JG 400 opère sur le chasseur :
- Messerschmitt Me 163

## Organisation

### Stab. Gruppe
Formé en décembre 1944 à Brandis.

Le Stab./JG 400 est dissous le 7 mars 1945.
Geschwaderkommodore (Commandant de l'escadron) :
| Début         | Fin       | Grade | Nom                 |
| ------------- | --------- | ----- | ------------------- |
| Décembre 1944 | Mars 1945 | Major | Wolfgang Späte (en) |

### I. Gruppe
Le 1./JG 400 est formé le 26 avril 1944 à Wittmundhafen à partir du 20./JG 1.

Le Stab I. et 2./JG 400 sont formés en juillet 1944 à Venlo :
- Stab I./JG 400
- 1./JG 400
- 2./JG 400

Le premier Messerschmitt Me 163 est reçu en juillet 1944.

Le I./JG 400 est dissous le 19 avril 1945.

Gruppenkommandeure (Commandant de groupe) :
| Début            | Fin             | Grade     | Nom                 |
| ---------------- | --------------- | --------- | ------------------- |
| ?                | ?               | ?         | ?                   |
| Septembre 1944   | 2 novembre 1944 | Hauptmann | Robert Olejnik (en) |
| 25 novembre 1944 | 19 avril 1945   | Hauptmann | Wilhelm Fulda (en)  |

### II. Gruppe
Formé le 12 novembre 1944 à Stargard avec :
- Stab II./JG 400 nouvellement créé
- 5./JG 400 nouvellement créé
- 6./JG 400 nouvellement créé

Le II./JG 400 est dissous le 19 avril 1945, mais reste actif jusqu'à la fin de la guerre.

Gruppenkommandeure :
| Début         | Fin      | Grade     | Nom          |
| ------------- | -------- | --------- | ------------ |
| Novembre 1944 | Mai 1945 | Hauptmann | Rudolf Opitz |

### III. Gruppe
Formé le 21 juillet 1944 à Brandis en tant que Erg.Staffel/JG 400 à partir du Ausb.Kdo./Erprobungskommando 16. 
Le 14 octobre 1944, il est utilisé pour former le IV./EJG 2, mais une partie des éléments est restée et est utilisée pour former le III./JG 400 en décembre 1944 avec :
- Stab III./JG 400 nouvellement créé
- 13./JG 400 à partir du Erg.Sta./JG 400 (une partie des éléments)
- 14./JG 400 nouvellement créé

Le III./JG 400 est dissous en mars 1945.

Gruppenkommandeure :
| Début           | Fin             | Grade        | Nom           |
| --------------- | --------------- | ------------ | ------------- |
| 21 juillet 1944 | 13 octobre 1944 | Oberleutnant | Franz Medicus |